# Grünsbach (Gemeinde Hofstetten-Grünau)
Grünsbach ist eine Ortschaft und eine Katastralgemeinde der Gemeinde Hofstetten-Grünau im Bezirk Sankt Pölten-Land in Niederösterreich.

## Geografie
Die vom Grünsbach durchflossene Streusiedlung erstreckt sich westlich von Grünau zwischen dem Hamesberg und dem Simmetsberg und besteht aus dem Weiler Schreiberhof sowie zahlreichen Einzellagen, namentlich Am Pichl, Bachbauer, Heinrichsberghof, Jägerhof, Kronabetten, Landsiedl, Lederhof, Lehen, Lehrn, Mühlberg, Zailachhof und weiteren Lagen. Durch die Ortschaft fließt der Grünsbach. Erreichbar sind die zahlreichen Ortslagen  über die Landesstraße L5236, die Grünau mit Kilb verbindet. Am 1. April 2020 umfasste die Streusiedlung 112 Adressen.

## Siedlungsentwicklung
Zum Jahreswechsel 1979/1980 befanden sich in der Katastralgemeinde Grünsbach insgesamt 101 Bauflächen mit 48.354 m² und 96 Gärten auf 416.557 m², 1989/1990 gab es 103 Bauflächen. 1999/2000 war die Zahl der Bauflächen auf 315 angewachsen und 2009/2010 bestanden 169 Gebäude auf 304 Bauflächen.

## Geschichte
Im Franziszeischen Kataster von 1821 ist Grünsbach als große Katastralgemeinde mit zahlreichen Lagen verzeichnet. Im Jahr 1822 wurde der Ort als Gegend mit 58 Häusern genannt, die nach Grünau eingepfarrt war, wohin auch die Kinder eingeschult wurden. Die Herrschaft Fridau besaß die Ortsobrigkeit, übte die Landgerichtsbarkeit aus und besorgte die Konskription. Die Untertanen und Grundholde des Ortes gehörten den Herrschaften Fridau, Lilienfeld, Strannersdorf, Mitterau, Göttweig, Wasserburg, Aggsbach, Goldegg, Grünbichl, Melk, Wald und Pottenbrunn. Laut Adressbuch von Österreich waren im Jahr 1938 in Grünsbach ein Gastwirt, ein Schneider, ein Schuster, ein Tischler und zahlreiche Landwirte ansässig. Bis zur Konstituierung der Gemeinde Hofstetten-Grünau war der Ort ein Teil der damaligen Gemeinde Grünau.

## Bodennutzung
Die Katastralgemeinde ist landwirtschaftlich geprägt. 763 Hektar wurden zum Jahreswechsel 1979/1980 landwirtschaftlich genutzt und 241 Hektar waren forstwirtschaftlich geführte Waldflächen. 1999/2000 wurde auf 762 Hektar Landwirtschaft betrieben und 264 Hektar waren als forstwirtschaftlich genutzte Flächen ausgewiesen. Ende 2018 waren 757 Hektar als landwirtschaftliche Flächen genutzt und Forstwirtschaft wurde auf 255 Hektar betrieben. Die durchschnittliche Bodenklimazahl von Grünsbach beträgt 32,9 (Stand 2010).

## Besonderheiten
Die II. Wiener Hochquellenleitung verläuft durch den Ort.